# Ambrož Lev Ondrák
Ambrož Lev Ondrák, OSB (28. července 1892 Chicago – 23. prosince 1961 tamtéž) byl americký Čech druhé generace, katolický kněz, podporovatel českých krajanů a poúnorových emigrantů a čtvrtý opat benediktinského kláštera sv. Prokopa v Lisle u Chicaga.

## Život
Narodil se v Chicagu v katolické rodině českých přistěhovalců, chodil nejprve do osadní školy a pak pokračoval ve studiích v koleji při klášteře sv. Prokopa. Vstoupil do benediktinského řádu a v roce 1913 složil řeholní slib. Na univerzitě v Illinois studoval přírodní vědy a zajímal se především o matematiku, kterou pak v klášterní koleji přes 20 let vyučoval. Působil také jako kaplan ve slovenské osadě u sv. Michala v Chicagu a byl známý i svou charitativní činností v chicagské čtvrti Back of the Yards, kde žilo na konci 19. a začátkem 20. století mnoho rodin etnických Čechů, Moravanů a Slováků pracujících v blízkém masokombinátu Union Stock Yard.
V roce 1946 byl zvolen opatem kláštera sv. Prokopa v Lisle. Po únoru 1948 se angažoval také v některých aktivitách poúnorových, katolicky orientovaných československých emigrantů. Přispíval např. do měsíčníku tzv. Cyrilometodějské ligy Nový život, bylo možné ho zaslechnout i v českém vysílání vatikánského rozhlasu.
Na jeho podnět vznikla mramorová socha Panny Marie, v roce 1954 posvěcená v Římě kardinálem Micarou. Měla být určena pro mariánský sloup na Staroměstském náměstí v Praze, až by byl v budoucnu – po pádu komunismu – obnovený. Náklady spojené se zhotovením sochy byly uhrazeny ze sbírky českých exulantů. Po vysvěcení byla socha převezena do Spojených států a dočasně umístěna v Lisle na sloupu nad univerzitním kampusem naproti opatství sv. Prokopa. V roce 1993 byla převezena jako dar krajanů do Prahy a v roce 1994 umístěna na vyhlídce u strahovského kláštera (říká se jí Panna Marie z exilu, Our Lady in Exil).
V březnu 1956, v souvislosti s veřejnými protesty za propuštění internovaného pražského arcibiskupa Josefa Berana, pronesl opat Ondrák jako první katolický kněz českého původu zahajovací modlitbu před zasedáním amerického Kongresu.
Jedna z budov univerzitního kampusu v Lisle, postavená v letech 1969–1970, po něm byla pojmenována (Ondrak Hall).

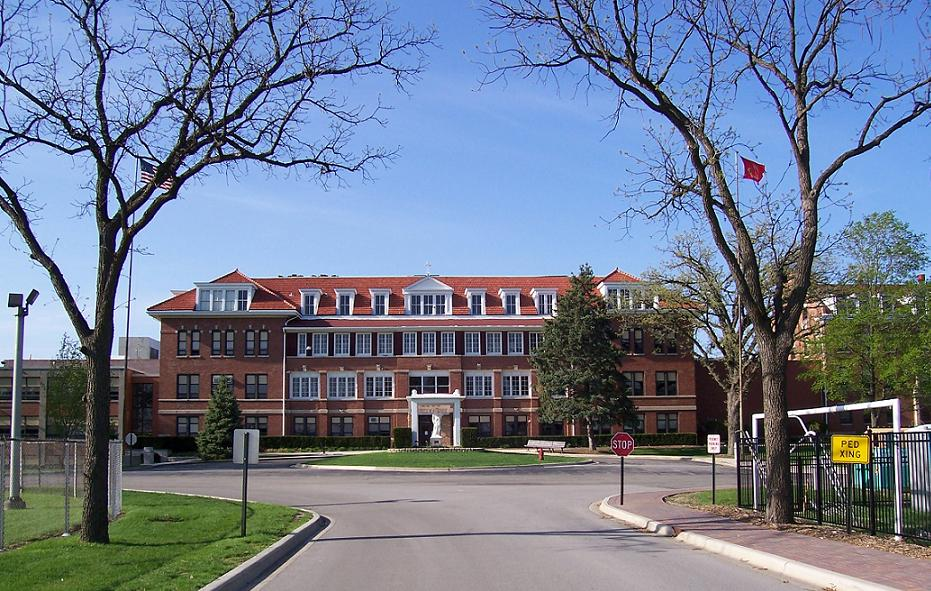
Budova Benet Academy v Lisle

## Klášter sv. Prokopa v Lisle
Prakticky celý život Lva Ambrože Ondráka je spojen s benediktinským opatstvím sv. Prokopa v Lisle. Vzniklo v roce 1885, kdy skupina benediktinských mnichů z arciopatství svatého Vincenta v New Yorku začala pracovat ve farnosti sv. Prokopa v Chicagu. Tam tehdy žilo mnoho východoevropských přistěhovalců, zejména českého nebo slovenského původu. Kromě běžné farní činnosti se mnišská komunita zaměřila především na vzdělávací činnost. Později klášter zakoupil asi 100 ha zemědělské půdy v Lisle, tehdy ještě vesnici nedaleko Chicaga, v letech 1896–1916 tam postupně vzniklo potřebné zázemí pro rozvoj této vzdělávací činnosti a klášter se tam přestěhoval. Lisle je v současné době sídlem benediktinské střední školy (Benet Academy) a benediktinské univerzity (Benedictine University).
V roce 1946 několik čechoamerických benediktinů z opatství sv. Prokopa odcestovalo do Broumova, odkud byla po válce nucena odejít většina německých řeholníků a zdejší klášter byl administrativně propojen s břevnovským klášterem. Tito mniši ale nepřijali československé státní občanství a po únoru 1948 museli Československo opustit.